# Джиззацьке повстання (1916)
Джиззацьке повстання  — національно-визвольне антиросійське повстання 1916 року проти колонізаторів в Джиззаку та його околицях. Події відбувалися від 2 липня до 1 серпня. Складова Центральноазійського повстання.

Височайше веління. Про залучення чоловічого інородницького населення Імперії до робіт по влаштуванню оборонних споруд та військових сполучень у районах діючої армії, а також для будь-яких інших, необхідних для державної оборони робіт.

Повстання у Джиззакському повіті було одним із найяскравіших епізодів подій 1916 року в Узбекистані.

Карта прилеглих до Джиззака територій

## Передумови
Національно-визвольний рух другої половини 1916 року у Центральноазійській частині Російської імперії, у час її військової поразки на фронті Першої світової війни, може розглядатися як складова підготовки революційних подій 1917 року.
За економічною структурою Джиззакський повіт належав до зернових районів, площа під зерновими культурами у якому доходила до 91 %. Важливе значення також мало садівництво і, особливо, виноградарство.
Утиски місцевого населеняя відбувалися шляхом захоплення земель в зв'язку з підготовкою до зрошення Голодного степу. Значну частину земель захопив представник царскої династії князь М. К. Романов. Поряд із цим йшов наступ на населення щодо водокористування та лісокористування. Місцевому населенню забороняли навіть збирати хмиз. Режим користування гірськими лісами для пасьовиська з року в рік ставав все суворішим. Кочовому скотарству перешкоджали російські переселенці, що у Голодному степу захоплювали найцінніші угіддя кочівників.
Наближеність Джизацького повіту до великих центрів краю, його розташування по лінії залізниці та поблизу зрошуваного Голодного степу створювали для населення більшу, ніж в інших районах Узбекистану, можливість культурного та політичного розвитку. Вищі кола Джизака і окремі їх представники у волостях могли мати зв'язок з бухарськими панісламістами, і їх вплив на рух варто враховувати.
Варто зазначити, що за розверсткою набору в тилові загони на Самаркандську область, до якої входив Джиззакский повіт, припадало 35 тис. осіб. Внаслідок протестів представників адміністрації від бавовняних районів Туркестану, які заявляли, що набір в їх районах призведе до зриву збирання бавовни (з цього приводу били на сполох і московські текстильні фабриканти), це число було підвищено до 38 тис., причому внутрішньообласний розподіл проводився і для самої Самаркандської області таким чином, що на бавовняні райони падав менший відсоток «реквізованого» населення, ніж на зернові райони. У зв'язку з цим Джиззакской повіт, як зерновий, опинився в найбільш невигідному становищі за кількістю мобілізованих: з повіту треба було взяти 10 600 чоловік.

## Розвиток подій
Повстання у Джиззакському повіті охопило головно долину річки Санзар, Заамінський та Богданський райони.
Широкі маси дехкан та міських ремісників боролись проти російського імперіалізму, що пригнічував їх. Протестний рух проти політики колонізаторів широко охопив як осідлі, так і напівкочові райони.
Посилення відібрання земель у місцевого населення і особливий лісовий режим призвели до вбивства під час повстання лісової варти і партії статистиків міністерства землеробства.

### Придушення повстання
Російською владою із Ташкента та інших міст до Джиззакського повіту були спрямовані війська у складі 13 рот, 6 гармат, 3 сотень козаків і 1 роти саперів, по лінії залізниці був пущений броньований потяг. Розуміючи перевагу цієї маси військ, повстанці припинили наступ, і групами під керівництвом Назиров Ходжі Абдусалямова, Абдурахман Абдужабарова і Турадбекова поступово розійшлися по кишлаках. Частина повернулася до міста, деякі намагалися пробратися до Афганістану та Бухари. Абдурахман Абдуджабаров здався російському війську. Назиров Ходжа був спійманий в степу, де його видали кочівники-киргизи, що не приєдналися до повстання. Турадбеков зник.
Каральний загін під командою полковника Іванова напав на корінне населення повіту. Почалося жорстоке «упокорення». Один з очевидців, що пережив це упокорення розповідав:
| «Іванов дав наказ стріляти, спалювати, конфіскувати домашні речі та сільськогосподарський реманент. Загони вирушили по кишлаках, речі спалювали, кого зустрічали, в того і стріляли, жінок ґвалтували і чинили інші звірства. У кишлаках спалювали посіви і будинки, а готову пшеницю вивозили. Населення бігло в міста, у степ, залишаючи своє господарство. Почався голод. Жінки бігли, залишаючи дітей. Біженці голодували в далеких степах і в містах» [3]. |

## Наслідки
Більшовицьке керівництво СРСР розглядало повстання 1916 року як досвід колоніальної революції в епоху імперіалізму, уроки якого можуть бути використані компартіями за кордоном СРСР, особливо в країнах Сходу.